# Quiringh van Brekelenkam

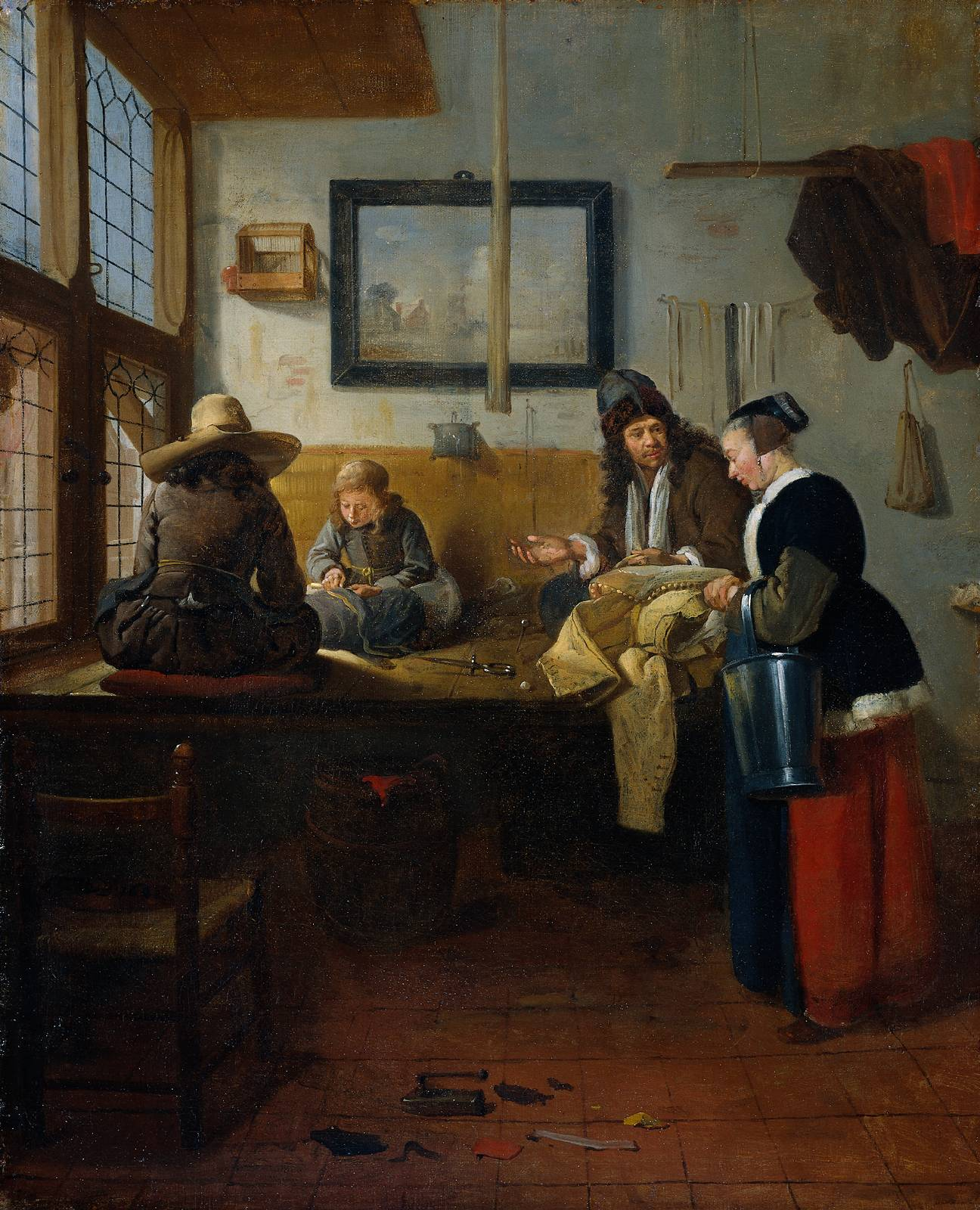
De kleermakerswerkplaats. 1661

Quiringh Gerritszoon van Brekelenkam (Zwammerdam ?, na 1622 – Leiden, circa 1669) was een Nederlands kunstschilder.

## Leven en werk
Over zijn leven is weinig met zekerheid bekend. Omdat zijn zus Aeltgen in Zwammerdam is geboren, wordt aangenomen dat ook Quiringh daar ter wereld is gekomen. Bij een volkstelling in 1622 in Zwammerdam komt de naam Van Brekelenkam niet voor en daarom wordt aangenomen dat hij na dat jaar is geboren. Aeltgen was overigens getrouwd met Johannes van Oudenrogge, een schilder van boeren- en stalinterieurs.
Brekelenkam trouwde op 11 april 1648 met Marie Jans Charle. Het echtpaar kreeg zes kinderen, maar na de geboorte van het laatste kind in 1655 stierf de echtgenote. Op 5 september 1656 hertrouwde Van Brekelenkam met Elisabeth van Beaumont. Zij kregen samen drie kinderen.
De eerste datum die van Brekelenkam bekend is, is 18 maart 1648, de datum waarop hij zich inschreef bij het Sint Lucasgilde in Leiden. In verband met de betalingen van zijn jaargeld aan het gilde wordt hij vermeld van 1648 tot 1650 en van 1658 tot 1667. Doordat zijn werk verwantschap vertoont met dat van de Leidse fijnschilders, wordt het voor mogelijk gehouden dat hij een leerling was van Gerrit Dou. 
Het vroegst bekende schilderij van de hand van Brekelenkam dateert uit 1648, het laatst bekende schilderij van zijn hand, De goudweger, dateert uit 1668. Vermoedelijk is hij rond 1669 gestorven.

## Selectie van werken
- Aken, Suermondt-Ludwig-Museum
  - De visverkoopster.
  - Het verzoek.
- Amsterdam, Rijksmuseum
  - De muizenval. 1660
  - De kleermakerswerkplaats. 1661
  - Het vertrouwelijke gesprek 1661
  - Interieur met visser en man aan spinnewiel. 1663
  - Interieur met twee mannen voor een open haard 1664
  - Een moeder voedt haar kind.
  - Interieur met vrouw en lezende man (De voorlezer).
  - De huurder en zijn pachter. (toegeschreven)
- Berlijn, Gemäldegalerie
  - Stilleven met vissen en oesters. 1660
  - De fruitverkoopster. 1661
  - Jonge vrouw aan spinnewiel. 1667
- Berlijn, privécollectie
  - De visverkoopster. 1665
- Bonn, Rheinisches Landesmuseum
  - De kleermakerswerkplaats. rond 1653 – 1661
  - De wandelschoolmeester. 1666
- Braunschweig, Herzog Anton Ulrich-Museum
  - Vrouw, een klein meisje voedend. rond 1660
  - Kaart spelend paartje. 1662
  - De visverkoopster. 1664
  - Een oude man met vissen.
  - Een oude vrouw met groente.
- Boedapest, Szépművészeti Múzeum
  - De spinster. 1669
  - Vrouw en man bij het wijn drinken. (toegeschreven)
- Den Haag, Museum Bredius
  - De heilige Hyacinth.
- Detroit, Detroit Institute of Arts
  - De groentekraam. rond 1665
- Dresden, Gemäldegalerie Alte Meister
  - De wekelijkse visite.
- Durham, The Bowes Museum
  - De vruchtenverkoopster
- Genève, Musée d'art et d'histoire
  - Boeren keuken. 1659
- Karlsruhe, Staatliche Kunsthalle Karlsruhe
  - Keukenstilleven. 1660
  - Keukeninterieur met sinaasappelverkoper
  - Zittende vrouw met fluwelen jas bij het naaiwerk.
- Kassel, Gemäldegalerie Alte Meister
  - Het tafelgebed. rond 1655
- Keulen, Wallraf-Richartz-Museum
  - Lezende oude vrouw. 1652
  - De visser. rond 1660 – 1665
  - Visverkoopster. 1665
- Leiden, Stedelijk Museum De Lakenhal
  - Biddende monnik. 1656
- Leipzig, Museum der bildenden Künste
  - Oude man met boek. 1663
  - De visverkoopster. 1666
- Londen, Dulwich Picture Gallery
  - Oude lezende vrouw. (toegeschreven)
- Londen, National Gallery
  - Bij het lezen in slaap gevallen vrouw. rond 1648
  - Interieur met een man en een vrouw zittend voor de open haard. 1653
  - De kleermakerswerkplaats. rond 1655 – 1661
- Mainz, Mittelrheinisches Landesmuseum
  - Biddende kluizenaar. rond 1654 – 1657
  - Biddende kluizenaar. 1657
  - De visverkoopster. 1665
- Manchester, City Art Gallery
  - Interieur met vrouw die vis aan het uitzoeken is. 1664
  - Familie zittend bij het keukenvuur.
- München, Alte Pinakothek
  - De goudweger. 1668
- New York, Metropolitan Museum of Art
  - De spinster. 1653
  - Sentimentele conversatie.
- Oberlin, Allen Memorial Art Museum
  - Interieur met moeder en kind. rond 1660
- Pasadena, Norton Simon Museum
  - De schoenmakerswerkplaats. rond 1660
- Philadelphia, Philadelphia Museum of Art
  - Spinnende man en wortels schillende vrouw. rond 1653/54
- Potsdam, Park Sanssouci – Bildergalerie
  - Een kluizenaar in zijn kluizenaarshut.
- Riga, Museum voor buitenlandse kunst
  - Het ziekenbezoek. 1667
- San Francisco, Fine Arts Museum
  - Portret van een vrouw.
- Schwerin, Staatliches Museum
  - De heremiet. 1661
  - Schoenmaker in zijn werkplaats.
- Tübingen, Collectie van Christoph Müller
  - Interieur met een ouder echtpaar bij de maaltijd. rond 1650 – 1660
- Worcester, Art Museum
  - De kleermakerswerkplaats. rond 1653 – 1655
- Worms, Museum Heylshof
  - De visverkoop.
- Leiden Collection, Verenigde Staten
  - Visser en zijn vrouw in een interieur. 1657